# تقی بهرامی
تقی بهرامی (۱۲۷۷ تفرش ۱۳۶۶) از قدیمی‌ترین استادان کشاورزی نوین با درجه دکترای فلاحت از آلمان است . او یکی از پرکارترین محققان و نویسندگان موضوعات و مباحث مربوط به امور کشاورزی در تاریخ ایران است و در حدود نه هزار صفحه تألیف در امور کشاورزی دارد. از این میان نزدیک به ۸۱۰۰ صفحه مربوط به کتابهای علمی و تخصصی هستند که اغلب توسط انتشارات دانشگاه تهران منتشر شده‌اند. بقیه این تعداد به مقالاتی که از او چاپ شده‌اند اختصاص دارد. دکتر تقی بهرامی را می‌توان بنیان‌گذار تحقیقات اصلاحی و ژنتیکی جانوری در ایران دانست.

## زندگی

نخستین استادان مدرسه عالی فلاحت و صنایع روستایی ۱۳۰۸ ش
ایستاده از راست: دکتر محمود معاضد، دکتر تقی بهرامی، میرخانی، دکتر اسفندیار اسفندیاری، ناشناس و رحمت‌الله شیبانی. نشسته از راست: دکتر جلال افشار، دکتر پرالما فرانسوی، احمدحسین عدل، مصطفی قلی بیات، لونی فرانسوی، محمدمظاهر صدیق‌حضرت، دکتر مرتضی گلسرخی.

دکتر تقی بهرامی در سال ۱۲۷۷ در شهرستان تفرش  زاده شد. پس از اخذ دکترای کشاورزی از دانشگاه متحده‌ی فریدریش شهر هاله در ایالت زاکسن آنهالت آلمان (اکنون دانشگاه مارتین لوتر هاله-ویتنبرگ) به ایران مراجعت کرد و عهده‌دار مشاغلی چون بازرسی فنی وزارت اقتصاد، ریاست موسسات فلاحتی اداره کل فلاحت و اداره جنگل‌ها در مرکز شد. سپس در ۱۳۲۰ به ریاست دانشکده کشاورزی برگزیده شد و در سال ۱۳۲۵ در شورای دانشکده کشاورزی به همراه مهندس منصور عطائی و مهندس کریم ساعی عضویت یافت.

تقی بهرامی نخستین ایرانی تحصیل‌کرده در رشته کشاورزی است که مطلبی دربارهٔ پسته نوشته‌است.

او در سال ۱۳۱۳ خورشیدی مجله فلاحت  و در سال ۱۳۲۱ خورشیدی مجله آب و خاک  را منتشر کرد.

## تحقیقات اصلاحی و ژنتیکی جانوری
بخش ژنتیک جانوری، مانند ژنتیک گیاهی با افتتاح مدرسه فلاحت همراه است. دکتر تقی بهرامی را می‌توان بنیان‌گذار تحقیقات اصلاحی و ژنتیکی جانوری در ایران ذکر کرد. او مانند همتای گیاهی خود، مهندس منصور عطائی با مسافرتهای متعدد به نقاط مختلف کشور به شناسایی دام و طیور بومی سراسر کشور پرداخت. معرفی انواع نژادهای گوسفندهای بومی کشور، مثل مغانی، ماکویی، افشاری، کردی، سنجابی، قزل، بلوچی، زل؛ معرفی نژادهای معروف بز مزخز و رائینی؛ شناسایی و معرفی گاوهای بومی ارزشمند کشور مثل گلپایگانی، سرایی، سیستانی و دیگر توده‌هایی مثل مازندارنی، طالشی، دشتیاری و ... از فعالیت‌های ژنتیکی و اصلاحی تقی بهرامی است. او مرغ مرندی را به عنوان یکی از نژادهای خوب کشور معرفی کرد. در خصوص اسب‌ها نیز، اسب عرب، کرد، ترکمن را به صورت مکتوب از لحاظ ظاهری و بعضی از خصوصیات توصیف و معرفی شدند.

تقی بهرامی در دهه بیست با انتشار دو جلد کتاب دامپروری علاوه بر توصیف مبسوط نژادهای بومی خالص به تشریح نژادهای دورگه پرداخت.

## آثار و تالیفات
برخی از آثار و کتابهای دکتر تقی بهرامی از قرار زیر می‌باشند:
- ارزیابی کشاورزی، تهران، ۱۳۲۵ خورشیدی
- از سوئیس برای ایران، تهران، ۱۳۲۸ خورشیدی
- ایران، آزاد و بزرگ می‌شود، شرکت چاپ خودکار، ۱۳۲۲ خورشیدی، شماره کتابشناسی ملی ۱‌۲‌۳‌۵‌۹‌۱‌۸
- باغبانی عمومی و خصوصی
- تاریخ کشاورزی ایران، انتشارات دانشگاه تهران، ۱۳۳۰ خورشیدی[۱۱]، شماره کتابشناسی ملی ۱۵۳۰۱
- جغرافیای کشاورزی ایران، انتشارات دانشگاه تهران، ۱۳۳۳ خورشیدی[۱۲]، شماره کتابشناسی ملی ۱۳۱۷۲
- دامپروری، انتشارات دانشگاه تهران، ۱۳۳۸ خورشیدی، شماره کتابشناسی ملی ۱‌۱‌۵‌۰‌۳‌۱‌۱
- فرهنگ روستایی (دائرةالمعارف فلاحتی)، شرکت چاپ خودکار، ۱۳۱۶ خورشیدی، شماره کتابشناسی ملی ۱۶۴۷۸
- کتاب فلاحت برای ملاکین، مستاجرین، مباشرین، کدخدایان، تبریز، ۱۳۱۴ خورشیدی
- بررسی دربارهٔ سیلوی علوفه، کرج، شماره کتابشناسی ملی ۲۵۱۸۴
- پ‍رورش کودک در خ‍ان‍ه، انتشارات دانشگاه تهران، ۱۳۳۳ خورشیدی، شماره کتابشناسی ملی م۸۰-۲۲۱۸۶
- فلاحت، تبریز، ۱۳۱۳ خورشیدی، شماره کتابشناسی ملی ۱۰۶۲ ت‌م
- گ‍وس‍ف‍ن‍د ق‍ره‌گ‍ل/، انتشارات دانشگاه تهران، ۱۳۴۴ خورشیدی، شماره کتابشناسی ملی ۲۸۲۸۷
- نگهداری و تربیت بز، شتر و خوک، ۱۳۱۴ خورشیدی
- نگهداری و تربیت گاو و گاومیش و تهیه لبنیات و پوست، ۱۳۱۴ خورشیدی
- دستور شستشو و خشکانیدن و چیدن پشم
- جوجه‌کشی
- زراعت خصوصی
- زراعت عمومی